# Nina Tamarina
Nina Alexandrovna Tamarina (Нина Александровна Тамарина), née le 8 septembre 1926 à Skopine (oblast de Riazan, URSS) et morte le 11 juillet 2018, est une entomologiste soviétique et russe qui fut la première femme à obtenir le titre de docteur ès sciences dans le domaine de l'entomologie, en URSS. Nina Tamarina est également la première à poser les fondements de l'entomologie technique.

## Carrière
Nina Tamarina termine en 1949 la faculté de biologie et de géologie de l'université Lomonossov de Moscou à la chaire d'entomologie. Elle est aspirante au doctorat de 1949 à 1952 et défend sa thèse de troisième cycle en 1953, portant sur les insectes vivant dans les litières steppiques, à la suite de quoi elle est secrétaire scientifique de la faculté, puis en 1954 assistante scientifique et, en 1959-1960, elle dirige le laboratoire d'études des moyens de lutte contre l'épizootie et les maladies des plantes.
Elle est docteur ès sciences en 1970, devenant la première femme de l'université de Moscou à obtenir ce titre dans le domaine de l'entomologie. Elle est nommée vice-doyenne de la faculté de biologie et professeur d'université en 1976. De 1983 à 1992, elle est vice-doyenne de l'université de Moscou, tout en y dirigeant la chaire d'entomologie de 1974 à 1992, année où elle prend sa retraite devenant professeur-consultant.
Ses recherches de fonds portent d'abord sur les problèmes de l'entomologie médicale, l'écologie et la biotechnologie, ainsi que sur l'étude de la faune et la biologie des mouches synanthropiques, des taons et des moustiques suceurs de sang. Elle s'intéresse également aux particularités de leurs cycles de vie et de leur isolation reproductive et à leur constance par rapport aux insecticides.
Ses travaux lui permettent de fonder pour la première fois les principes généraux d'une nouvelle matière de l'entomologie appliquée: l'entomologie technique (1980). Dans le domaine de la théorie, elle s'intéresse à la parasitologie. Elle reçoit plusieurs prix dont celui du ministère de l'Enseignement supérieur et technique d'URSS en 1983.
Nina Tamarina est l'auteur de plus de deux cents publications dont une monographie novatrice consacrée à l'entomologie technique publiée par l'université d'État de Moscou en 1989.

## Distinctions
- Scientifique émérite de la fédération de Russie (1997)
- Ordre de l'Insigne d'honneur (1981)
- Médaille de la Valeur du travail (1976)
- Médaille du Vétéran du travail (1987), etc.